# 奈曽の白滝
奈曽の白滝（なそのしらたき）は、秋田県にかほ市にあり、すぐ近くには金峰神社がある。標高は150メートル。落差は26メートル。滝幅は11メートル。直瀑。

## 概要
2236メートルの鳥海山から流れる奈曽川にある滝で、一帯は鳥海国定公園である。10万年以上の小滝溶岩からなり、周辺は鳥海山へと登る人たちが泊まる宿坊集落であった。
すぐ近くには平安時代からの文化財を数多く収蔵する金峰神社があり、同神社の境内を通過して長い石段を下っていくと、うっそうと茂る木々に囲まれた滝の全容が目に出来る。社殿の南側には奈曽川にかけられた長さ75メートルのねがい橋という吊り橋があり、対岸の遊歩道を経て滝の上流側に至る。
1932年に「奈曽の白瀑谷」として国の名勝に指定され、1950年には新日本観光地百選の1つに選ばれている。

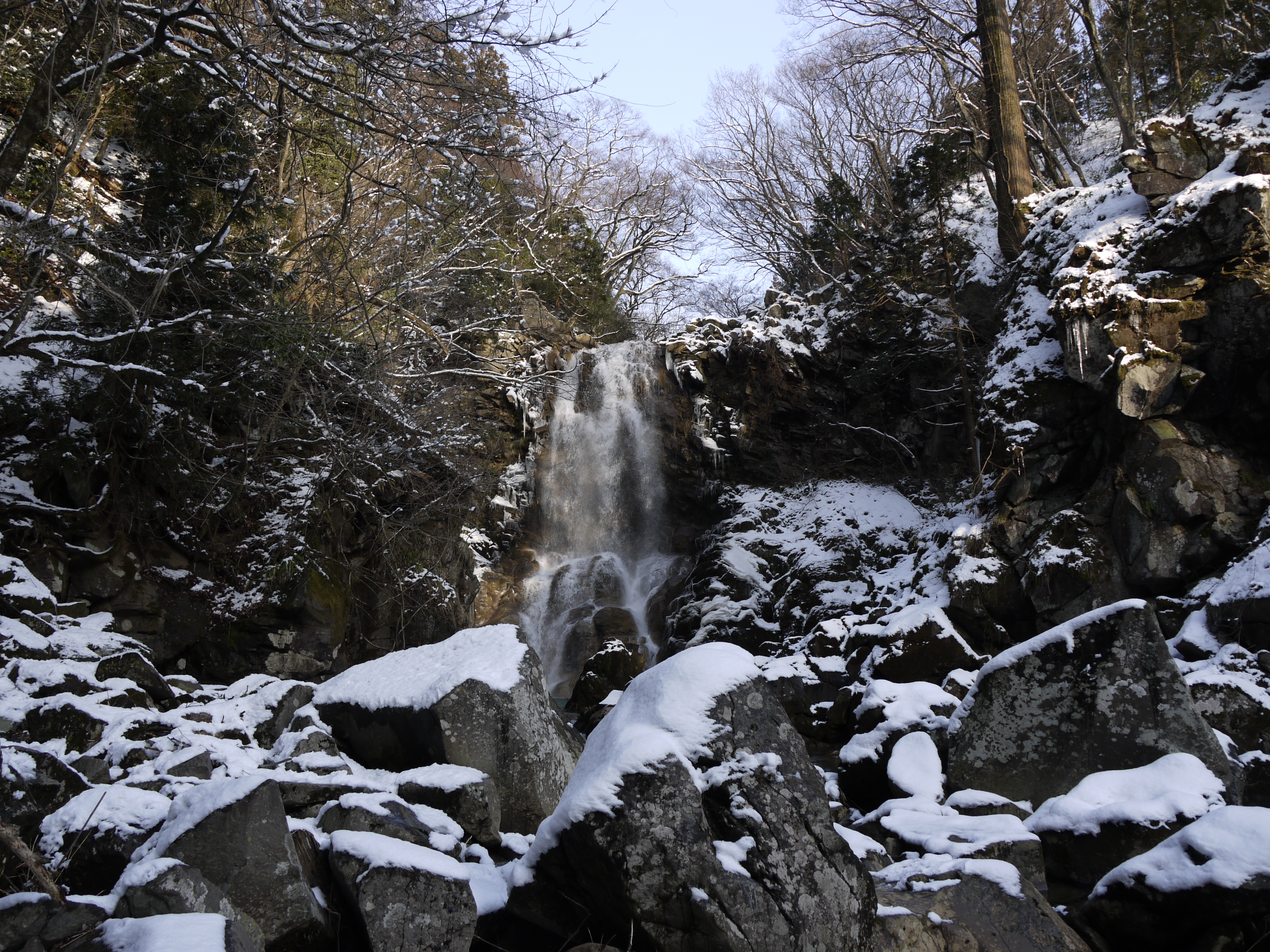
冬の奈曽の白滝（2010年2月）
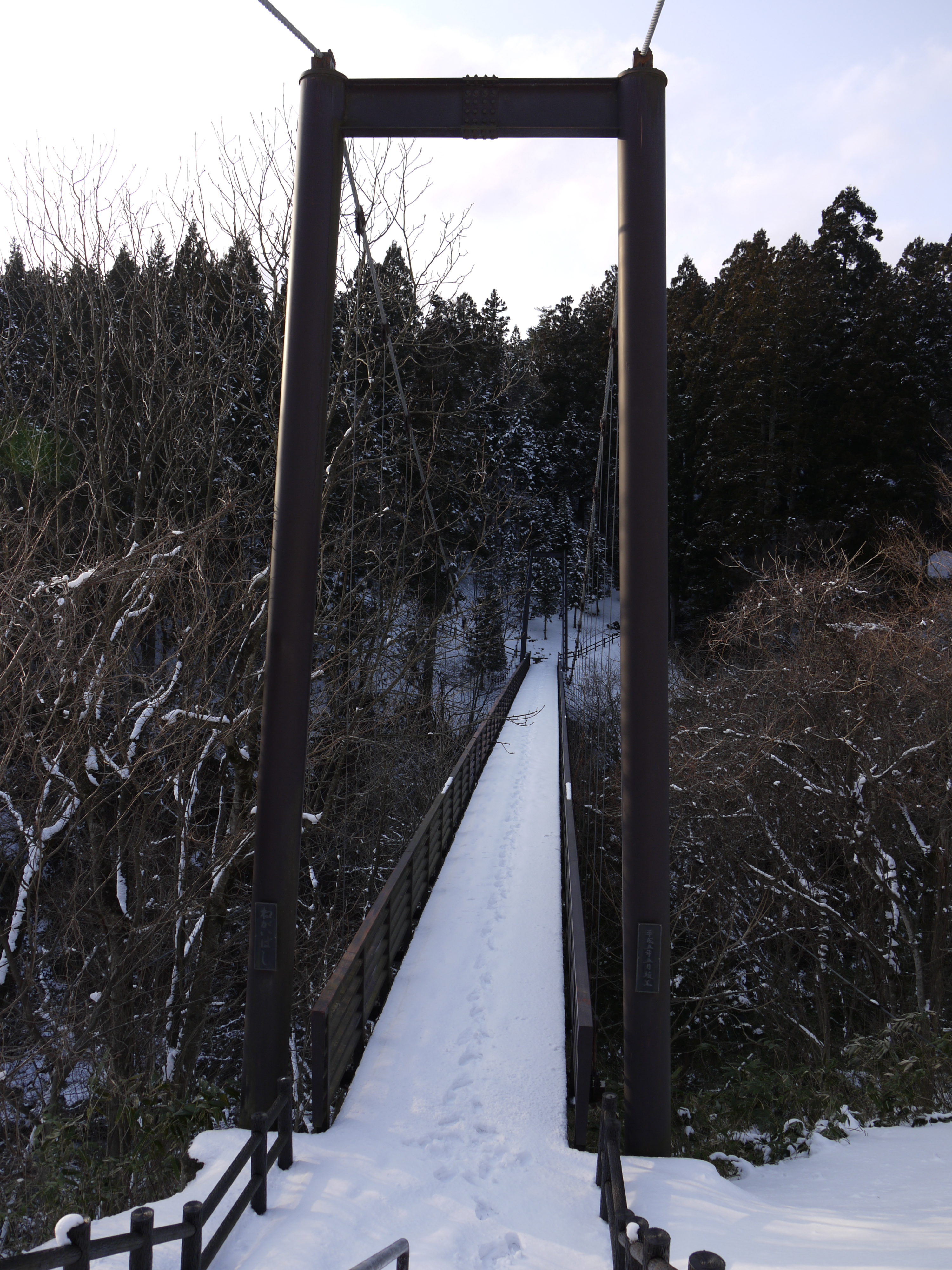
ねがい橋 (2010年2月)

## アクセス
- JR羽越本線象潟駅から横岡行バス・「奈曽滝前」バス停の西側にある。
- 秋田県道131号鳥海公園小滝線の奈曽白橋の東側に駐車場がある。